# 高周波熱プラズマ
高周波熱プラズマ（こうしゅうはねつプラズマ、誘導プラズマ、Induction plasma）は、誘導結合プラズマ（inductively coupled plasma、電磁誘導によって生成される）などの高温プラズマの一種である。
磁場の変化はガス内に電流を誘導し、ガスを最大10,000ケルビンまで加熱する。高周波熱プラズマ技術は、粉末球状化、ナノ材料合成、プラズマ風洞などの分野で使用されている。この技術は、誘導コイル、水冷管、トーチヘッド（ガス分配器）の3つの基本要素で構成される、高周波プラズマトーチを介して適用される。DCプラズマトーチと比較したこの技術の主な利点は、コンタミネーションの原因となる電極が不要なことと、連続運転が可能な点である。

## 歴史
熱プラズマ技術は、宇宙開発競争の激化を契機として1960年代に黎明期を迎えた。様々な熱プラズマ発生方法の中でも、誘導プラズマ（または誘導結合プラズマ）は重要な役割を果たしている。
誘導結合プラズマを気体流中で維持しようとする初期の試みは、1947年のBabatおよび1961年のReedの研究に端を発する。研究は主にエネルギー結合のメカニズムと、プラズマ放電における流れ、温度、濃度といった場の性質に関する基礎研究に重点が置かれていた。1980年代に入ると、高機能素材の開発などの科学的課題への関心が高まり、特に誘導プラズマでは、産業における廃棄物処理などへの応用が期待されていた。誘導プラズマ技術を研究室規模のものから産業規模のものとするため、本格的な研究開発が行われた。その後の数十年間で、誘導プラズマ技術は現代産業において重要な地位を占めることとなった。

## 高周波熱プラズマの工業的応用

### 粉末球状化
球状粉末は、積層造形、粉末冶金、半導体パッケージ、医療用粉末など、様々な産業分野で必要とされている。研究された球状粉末の利点は次の通り。
- 流動性の向上。

- 充填密度の向上。

- 造形プロセスにおける拡散性の向上

粉末球状化は、プラズマ中を通過させる溶融プロセスである。不規則な形状の粉末原料を熱プラズマに導入し、各粒子を別々に融解させる。液滴は、表面張力の作用で球形に変わる。これらの液滴はプラズマ領域を出る際に冷却され、球状の粒子に固まる。電極やるつぼを使用しないため、非常に高い純度の粉末を維持できる。この技術は、研究開発用途だけでなく工業生産装置も確立されている。
多種多様なセラミックス、金属、金属合金は、高周波熱プラズマによる球状化プロセスを使用して球状化に成功している。プラズマの温度が高いため、融解温度が非常に高い材料でも球状化することができる。以下は、すでに量産されている球状粉末の例。
- 酸化物セラミックス:SiO2、ZrO2、YSZ、Al2TiO5、ガラス
- 非酸化物:WC、WC-Co、CaF2、TiN
- 金属:Re、Ta、Mo、W
- 合金:Cr-Fe-C、Re-Mo、Re-W、高エントロピー合金

ガスアトマイズと比較した粉末球状化の利点は次の通り。
- 高収率 (球状化粉末は 原料粉末と同じ粒度分布)
- 幅広い材料 (ほとんどすべてのセラミックスと金属)
- 高純度 (電極やるつぼからの汚染なし)
- 使用済み粉末のリサイクルが可能で、球形度が向上し、場合によっては酸素含有量が減少することもある。

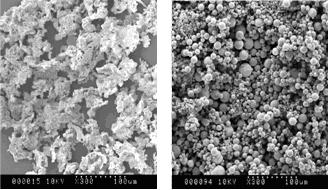
高真球度、低空隙率、サテライトなし  - フレーク状のレニウム粉末は、熱プラズマ球状化処理後に緻密な球状粉末になる。
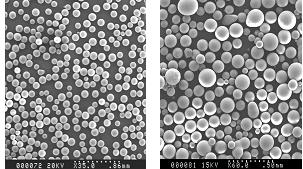
熱プラズマプロセスによって球状化されたSiO_{2}粉末の例。処理量は15~20kg/h
  - 熱プラズマプロセスによって球状化されたSiO2粉末の例。処理量は15~20kg/h

### ナノ材料合成
ナノ材料合成の工業技術における課題は、生産性、品質管理、及び低価格化である。高周波熱プラズマ技術は、原材料を10,000ケルビンの高温プラズマ中に投入することで、沸点の高い材料でも蒸発させることができる。様々な風域下での操作により、ナノ粒子のコアと表面の化学組成が十分に制御された、多種多様なナノ粉末の合成が可能になる。研究用の設備だけでなく量産用の設備も、この技術では確立されている。ナノ粉末合成に使用される熱プラズマは、高純度、高い柔軟性、スケールアップの容易さ、操作の容易さ、プロセス制御など、他の技術に比べて多くの利点がある。
ナノ合成プロセスでは、最初に材料が高周波プラズマ中で蒸発するまで加熱された後、蒸気はクエンチ/反応ゾーンで非常に急速に冷却（クエンチ）される。クエンチガスは、合成するナノ粉末の種類に応じて、アルゴン (Ar) や窒素 (N2) などの不活性ガスやメタン (CH4)やアンモニア (NH3) などの反応性ガスを使用することができる。プラズマリアクター内で合成されたナノ粒子は多孔質フィルターによって収集される。金属粉末は反応性が高いため、合成された粉末をフィルターから回収する前に、粉末の不活性化に対する特別な注意が必要である。
高周波熱プラズマシステムは、ナノ粉末の合成に使用されている。製造されるナノ粒子の典型的なサイズ範囲は、使用するクエンチ条件に応じて20〜100nm。生産性は、材料の物理的特性とプラズマの出力レベルに応じて、20 g/h から 3~4 kg/h まで変化する。産業用途の代表的な高周波熱プラズマナノ合成措置を以下に示す。このような装置で合成されたいくつかのナノ粒子の写真が含まれている。

ギャラリー

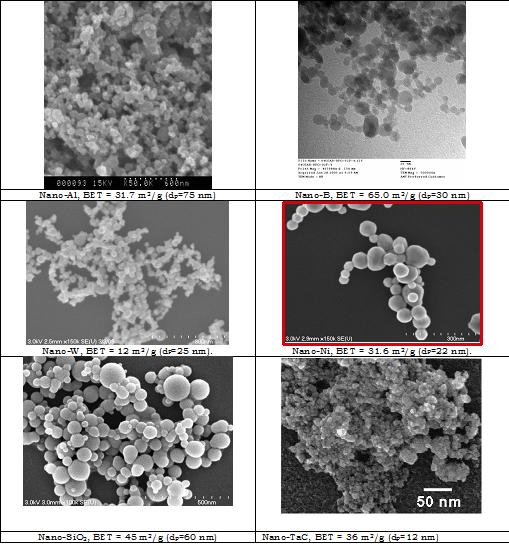
高周波熱プラズマプロセスにより製造したナノ粒子の例
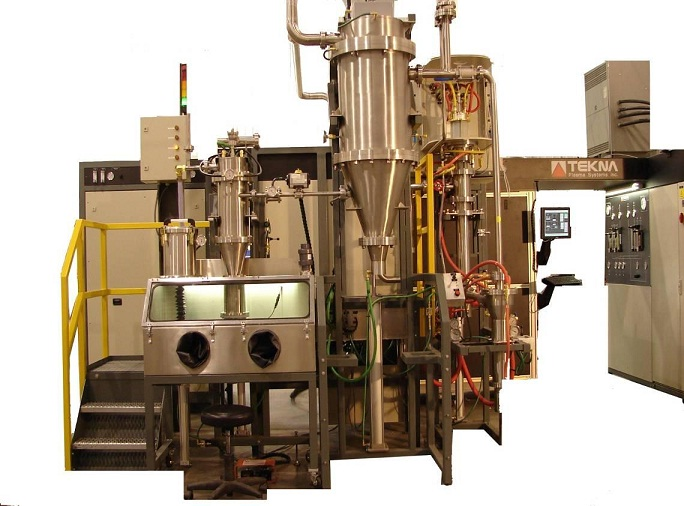
ナノ粉末合成のための　高周波熱プラズマ装置

### プラズマ風洞
大気圏に突入する宇宙船は非常に高速で飛行し、その前面で数千度に圧縮・加熱された大気による高熱流束と高圧にさらされるため、大気圏再突入時には保護材が必要となる。宇宙船の開発では、こうした材料の大気圏突入時と同様の高熱流束・高圧条件下でのテストが求められる。これらの条件を再現するため、「高エンタルピー地上試験施設」とも呼ばれるプラズマ風洞が用いられる。プラズマ風洞には、コンタミネーションのない高エンタルピープラズマを生成できる高周波熱プラズマが使用されている。